# 守口剛
守口 剛（もりぐち たけし、1957年 - ）は、日本のマーケティング研究者。博士（工学）。
早稲田大学商学学術院教授。元早稲田大学大学院商学研究科長、 日本消費者行動研究学会元会長。
マーケティング研究の中でも、マーケティング論、消費者行動論、マーケティングサイエンス論を重点的に行っている。

## 略歴
1957年、新潟県に生まれる。1979年、早稲田大学政治経済学部経済学科卒業。
1993年、筑波大学大学院経営・政策科学研究科修士課程修了。1996年、東京工業大学大学院理工学研究科博士後期課程修了　博士（工学）。流通経済研究所を経て1997年、立教大学社会学部産業関係学科助教授。
1998年、立教大学社会学部産業関係学科教授。2005年、早稲田大学商学学術院教授（現職）。
2012年、早稲田大学大学院商学研究科長（-2014年）。

## 受賞
- 1995年 - 日本商業学会賞・奨励賞受賞 2021年 - 吉田秀雄国際学術賞受賞

## 学外の役職
- 日本消費者行動研究学会元会長（13代　2009-2010年度）[2]
- 日本商業学会元副会長
- 日本プロモーショナル・マーケティング学会副会長（現職）
- 日本マーケティング学会理事（現在）
- 日本マーケティングサイエンス学会理事（現職）

## 著書

### 単著
- 『プロモーション効果分析』朝倉書店　2002年

### 共著
- 『マーケティングのデータ分析』朝倉書店　2010年
- 『マーケティング・サイエンス入門』有斐閣アルマ　2003年
- 『POS･顧客データの分析と活用』同文舘 2003年
- 『セールス・プロモーションの実際』　日経文庫　1998年
- 『戦略的ブランド管理の展開』　中央経済社　1996年
- 『セールス・プロモーション：その理論、分析手法、戦略』同文舘　1994年
- 『POSとマーケティング戦略』　有斐閣　1993年
- 『プロモーショナル・ マーケティング』ビジネス社　1992年
- 『変革期の流通』　日本経済新聞社　1991年
- 『店頭研究と消費者行動分析』　誠文堂新光社　1989年
- 『インストア・マーチャンダイジング』ビジネス社　1989年

### 共監訳
- 『マーケティング・ハンドブック』朝倉書店 1997年

### 共訳
- 『マスタリング・データマイニングーCRMのアートとサイエンスー：事例編』海文堂　2002年
- 『クーポン・プロモーション』ビジネス社　1990年

## 関係者
- 上田 雅夫（早稲田大学理工学術院　教授）
- 奥瀬 喜之（専修大学商学部　教授）
- 鶴見 裕之（横浜国立大学大学院国際社会科学研究院　准教授）
- 本橋 永至（横浜国立大学大学院国際社会科学研究院　准教授）
- 八島 明朗（専修大学商学部　准教授）